# Риль, Вальтер
Вальтер Риль (8 ноября 1881 г. — 6 сентября 1955 г.) — австрийский юрист и политик, представитель раннего австрийского национал-социализма. Придерживаясь взглядов о необходимости тесных связей между Германией и независимой Австрией, он постепенно потерял политическое влияние, поскольку стремление к объединению двух стран (см. Аншлюс) росло как в рамках австрийского национал-социализма, так и в немецком нацизме.